# Пол Джеймс
Пол Джеймс (англ. Paul James):
- Пол Джеймс (нар. 1963) — канадський футболіст, гравець національної збірної, учасник чемпіонату світу 1986 року.
- Пол Джеймс (нар. 1982) — валлійський регбіст, гравець національної збірної, учасник чемпіонатів світу 2011 та 2016 років.
- Пол Джеймс[en] — американський актор.